# Josip Vidmar

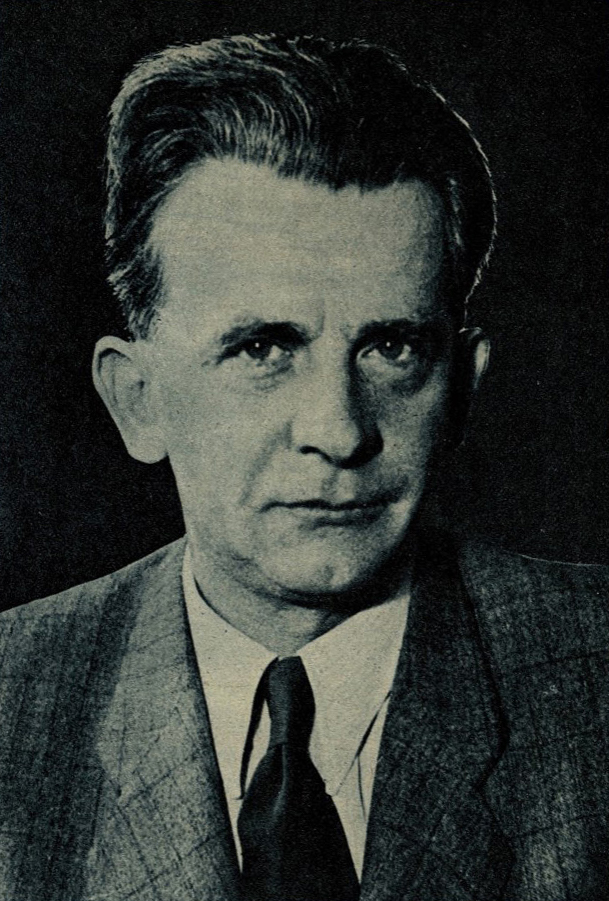
Josip Vidmar, um 1946

Josip Vidmar (* 14. Oktober 1895 in Laibach, Österreich-Ungarn; † 11. April 1992 in Ljubljana, Slowenien) war ein slowenischer Literaturkritiker, Essayist und Politiker. Von 1944 bis 1946 war er Sprecher des Slowenischen Volksbefreiungsrates (slowenisches Parlament). Von 1952 bis 1976 war er Präsident der Slowenischen Akademie der Wissenschaften und Künste.

## Biographie
Vidmar absolvierte das Gymnasium in Ljubljana und studierte an der tschechischen Technischen Universität in Prag. Während des Ersten Weltkriegs kämpfte er in österreichisch-ungarischen Einheiten an der Ostfront, desertierte jedoch auf russische Seite.
Nach dem Ersten Weltkrieg studierte er Philosophie und Literatur in Prag, Paris, Zagreb und schloss 1928 in Ljubljana sein Studium der slowenischen Literatur und der vergleichenden Literaturgeschichte mit Theorie ab. 
Vidmar war zunächst als Übersetzer tätig, später als Theaterkritiker. 
1942 schloss er sich den slowenischen Partisanen. 
Ab 1949 war er ordentliches Mitglied und  von 1952 bis 1976 Präsident der Slowenischen Akademie der Wissenschaften und Künste (SAZU), außerdem Präsident des Schriftstellerverbandes Jugoslawiens (1952–58).